# Данішевський Олександр Володимирович
Олександр Володимирович Данішевський (рос. Александр Владимирович Данишевский, нар. 23 лютого 1984, Севастополь) — російський футболіст, нападник.

## Клубна кар'єра
Народився 23 лютого 1984 року в місті Севастополь. Розпочав навчатись футболу в СДЮШОР-5 (Севастополь). У віці 15 років на одному з юнацьких турнірів Олександр був помічений скаутами «Динамо» (Москва), куди Данішевський незабаром і перейшов. 2000 року нападник потрапив в академію «Академіка» (Москва), але вже шість місяців потому Данішевський разом з партнерами по команді Андрієм Стрельцовим, Олександром Павленком і Андрієм Поповим перейшов у столичний «Спартак».
У дорослому футболі дебютував 2001 року виступами за «Спартак» (Москва), ставши з командою чемпіоном і володарем кубка Росії, але закріпитись у складі «спартаківців» не зумів, зігравши лише у 40 матчах чемпіонату. Через це протягом 2004–2005 років грав на правах оренди за «Хімки» у першому дивізіоні.

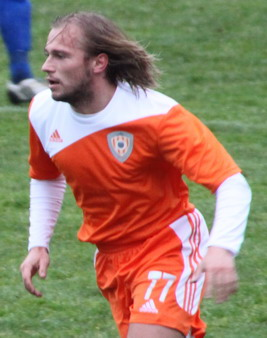
Олександр Данишевський під час виступів за «Жемчужину» (Сочі). 4 лютого 2010 року.

На початку 2006 року повернувся до Прем'єр-ліги, перейшовши в «Торпедо» (Москва), але знову закріпитись в еліті не зумів, через що вже влітку покинув клуб і став гравцем «Кубані», де тренер Павло Яковенко знав про сильні і слабкі сторони нападника по їх спільній роботі в «Хімках». За підсумками першого ж сезону краснодарці зайняли друге місце і вийшли в Прем'єр-лігу, де Данішевський провів ще півроку, після чого дограв сезон у «Ростові». В підсумку по завершенні сезону обидві ці команди вилетіли з вищого дивізіону.
На початку 2008 року підписав контракт з «Арсеналом» (Київ). Дебютував за «канонірів» 29 лютого в матчі Вищої ліги проти луганської «Зорі» (1:1), відігравши увесь матч. Всього ж до кінця сезону зіграв за киян 9 матчів в чемпіонаті.
Влітку 2008 року Данішевський повернувся до Росії, де став гравцем «Спортакадемклуба». У березні 2009 року він підписав однорічний контракт з «Анжі», а наприкінці грудня 2009 року відправився в «Жемчужину» (Сочі). У березні 2011 року Олександр повернувся в «Хімки», де провів ще півроку і покинув команду на правах вільного агента. 
На початку 2012 року Данішевський підписав дворічний контракт з першоліговим «Севастополем» і за підсумками сезону 2012/13 виграв командою першу лігу, проте основним гравцем так і не став.
У липні 2013 року Данішевський став футболістом білоруської «Білшини». У дебютній грі проти «Гомеля» він вийшов на заміну на 72-ій хвилині і через 3 хвилини відзначився голом, зробивши рахунок 3:1 на користь свого клубу. Всього за бобруйчан забив 5 голів, але після закінчення сезону в грудні 2013 року покинув бобруйський клуб.
У березні 2014 перейшов в «Зірку» з української Першої ліги, але вже в травні 2014 року контракт з кіровоградцями за взаємною згодою було розірвано. 
У другій половині 2014 року виступав у другому дивізіоні Росії за севастопольський СКЧФ (9 матчів, 1 гол), а після того як УЄФА заборонила кримським клубам брати участь в російських футбольних змаганнях, з 2015 року став грати за СКЧФ вже в чемпіонаті Криму. Згодом грав за інші місцеві клуби «Гвардієць» та КАМО (Севастополь). По завершенні кар'єри гравця став дитячим тренером.

## Виступи за збірні
2001 року дебютував у складі юнацької збірної Росії, взяв участь у 12 іграх на юнацькому рівні, відзначившись 5 забитими голами.
2003 року залучався до складу молодіжної збірної Росії. На молодіжному рівні зіграв у 6 офіційних матчах, забив 3 голи.

## Досягнення
- Чемпіон Росії: 2001
- Бронзовий призер чемпіонату Росії: 2002
- Володар Кубку Росії: 2002/03
- Фіналіст Кубка Росії: 2004/05
- Переможець Першої ліги України: 2012/13